# Lemuel Whittington Gorham
Lemuel Whittington Gorham, in seinen Veröffentlichungen meist nur L. Whittington Gorham, (* 20. Juni 1885 in Albany (New York); † 27. Juli 1968) war ein US-amerikanischer Internist.

## Leben
Lemuel Whittington Gorham war der Sohn des Arztes George E. Gorham und dessen Frau Jane R. geborene Hopkins. 1902 machte er an der Albany Academy seinen Schulabschluss und studierte an der Yale University Medizin. 1906 wurde er dort Bachelor of Science. Danach wechselte er zur Johns Hopkins University in Baltimore, wo er 1910 seinen Medical Doctor erhielt. Er arbeitete zunächst am Johns Hopkins Hospital, bevor für ein Jahr nach Europa reiste. Danach wurde er Assistenzpathologe am Boston City Hospital. 1913 ging er an das Albany Medical College in New York, wo er Medizin unterrichtete. Im Ersten Weltkrieg diente er als Captain im Medical Corps in Portsmouth. Nach dem Krieg kam Gorham zurück nach Albany und wurde dort 1937 Chefarzt. 1917 heiratete er Elizabeth Varick Cushman, mit der er zwei Kinder (Elizabeth und George) hatte. Von 1948 bis 1951 war er Professor und Direktor der Abteilung Onkologie am Albany Medical College. 1951 wurde Gorham emeritiert und wurde Direktor des Public Health Research Institute in New York City. Dort ging er dann 1956 in den Ruhestand. Er arbeitete noch bis zu seinem Tod in der Pathologie am Medical College der Cornell University.

## Werk
Gorham beschrieb 1954 zusammen mit Arthur Purdy Stout eine neue Krankheit, bei der ein massiver Verlust an Knochenmasse (Osteolyse) auftritt. Diese Erkrankung wird heute nach ihren Entdeckern als Gorham-Stout-Syndrom bezeichnet.